# Dianthus capitatus
Dianthus capitatus är en nejlikväxtart. Dianthus capitatus ingår i släktet nejlikor, och familjen nejlikväxter.

## Underarter
Arten delas in i följande underarter:
- D. c. andrzejowskianus
- D. c. capitatus